# Orașul întunecat (film din 1950)
Orașul întunecat (engleză Dark City) este un film noir din 1950 regizat de William Dieterle pe baza unui scenariu de John Meredyth Lucas și Larry Marcus. Este produs de Hal B. Wallis. În film interpretează Charlton Heston, Lizabeth Scott, Viveca Lindfors, Dean Jagger, Jack Webb și Harry Morgan. Webb și Morgan au apărut împreună și în serialul TV polițist dramatic Dragnet.

## Prezentare
Trei cartofori înscenează o partidă de poker falsă și astfel câștigă 5000 $ de la o a patra persoană care se sinucide. Doi dintre escroci sunt uciși, iar polițiștii îl sfătuiesc pe al treilea, Daniel Haley (Charlton Heston), să se ascundă deoarece bănuiesc că fratele sinucigașului a început o vendetta împotriva acestora.

## Actori/Roluri
- Charlton Heston ca Danny Haley/Richard Branton
- Lizabeth Scott ca Fran Garland
- Viveca Lindfors ca Victoria Winant
- Dean Jagger ca Cpt. Garvey
- Don DeFore ca Arthur Winant
- Jack Webb ca  Augie
- Ed Begley  ca Barney
- Harry Morgan ca Soldiat
- Mike Mazurki ca Sidney Vincent